# Tượng đài Stalin (Budapest)
Tượng đài Stalin là bức tượng của Joseph Stalin đặt tại Budapest, Hungary. Bức tượng hoàn thành vào tháng 12 năm 1951, như một "món quà dành tặng cho Joseph Stalin từ người Hungary nhân dịp sinh nhật lần thứ 70 của ông". Trong Sự kiện năm 1956 ở Hungary, đám đông phẫn nộ chống Liên Xô đã phá hủy bức tượng vào ngày 23 tháng 10 năm 1956.

## Tượng đài
Tượng đài được dựng ở rìa Városliget, công viên thành phố Budapest. Tượng đài cao tổng cộng 25 mét bao gồm một bức tượng bằng đồng cao tám mét, nằm trên một đế đá vôi cao bốn mét, đặt trên của một khán đài rộng 18 mét. Bức tượng khắc họa hình ảnh Stalin như một diễn giả, với tư thế đứng cao, vững chắc và đường bệ, tay phải đặt trước ngực. Các mặt của khán đài được trang trí bằng các bức phù điêu mô tả cảnh người dân Hungary chào đón nhà lãnh đạo của họ. Bức tượng là tác phẩm của nhà điêu khắc người Hungary, Sándor Mikus. Ông đã được trao giải Kossuth, (một giải thưởng cao quý nhất của nghệ sĩ Hungary).

## Nguồn gốc

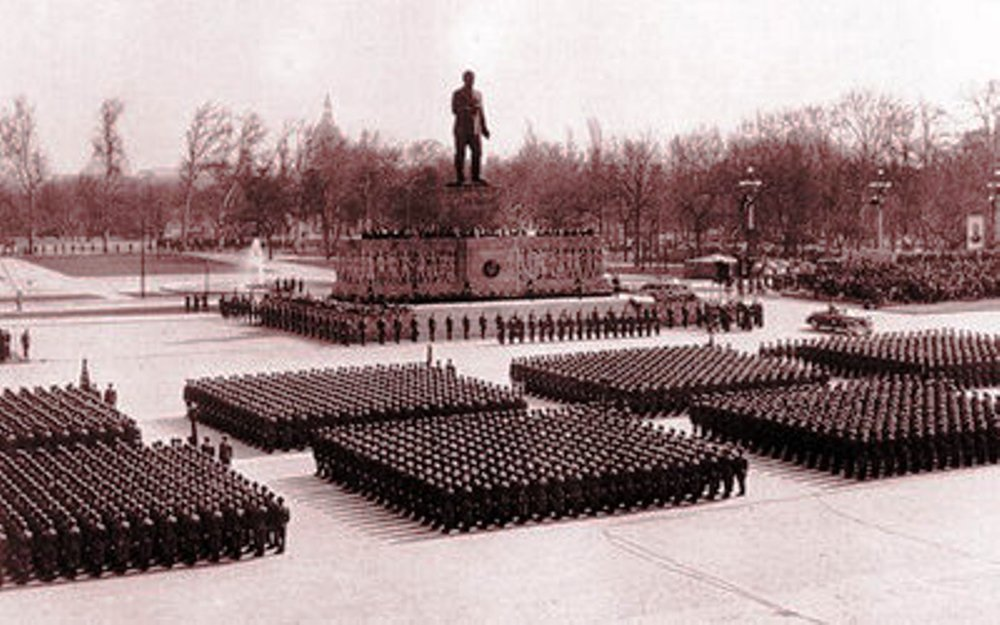
Tượng đài Stalin ở Budapest

## Tượng đài bị phá hủy

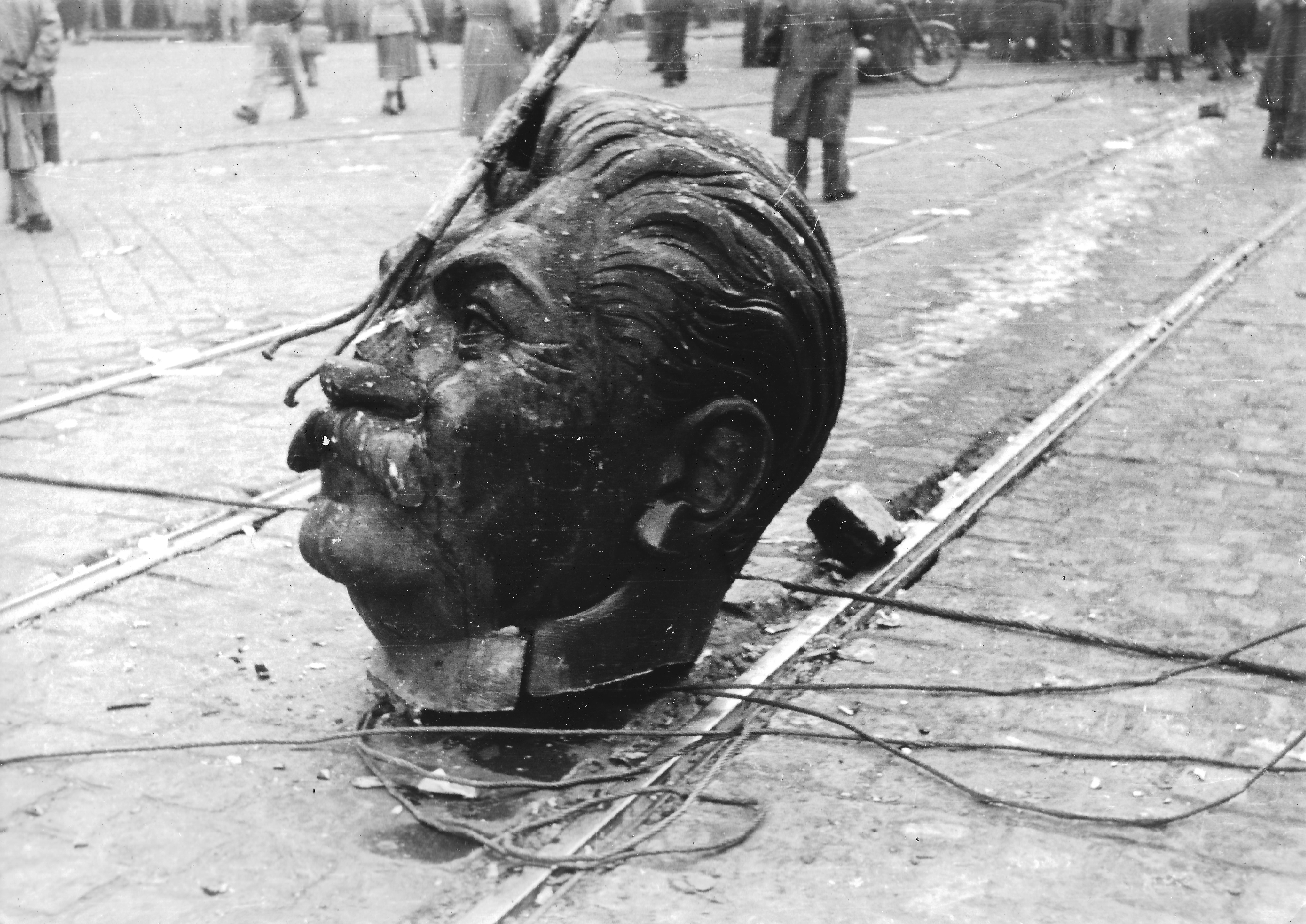
Phần đầu của bức tượng đặt trên Đại lộ Grand khi đã bị hư hỏng nặng.

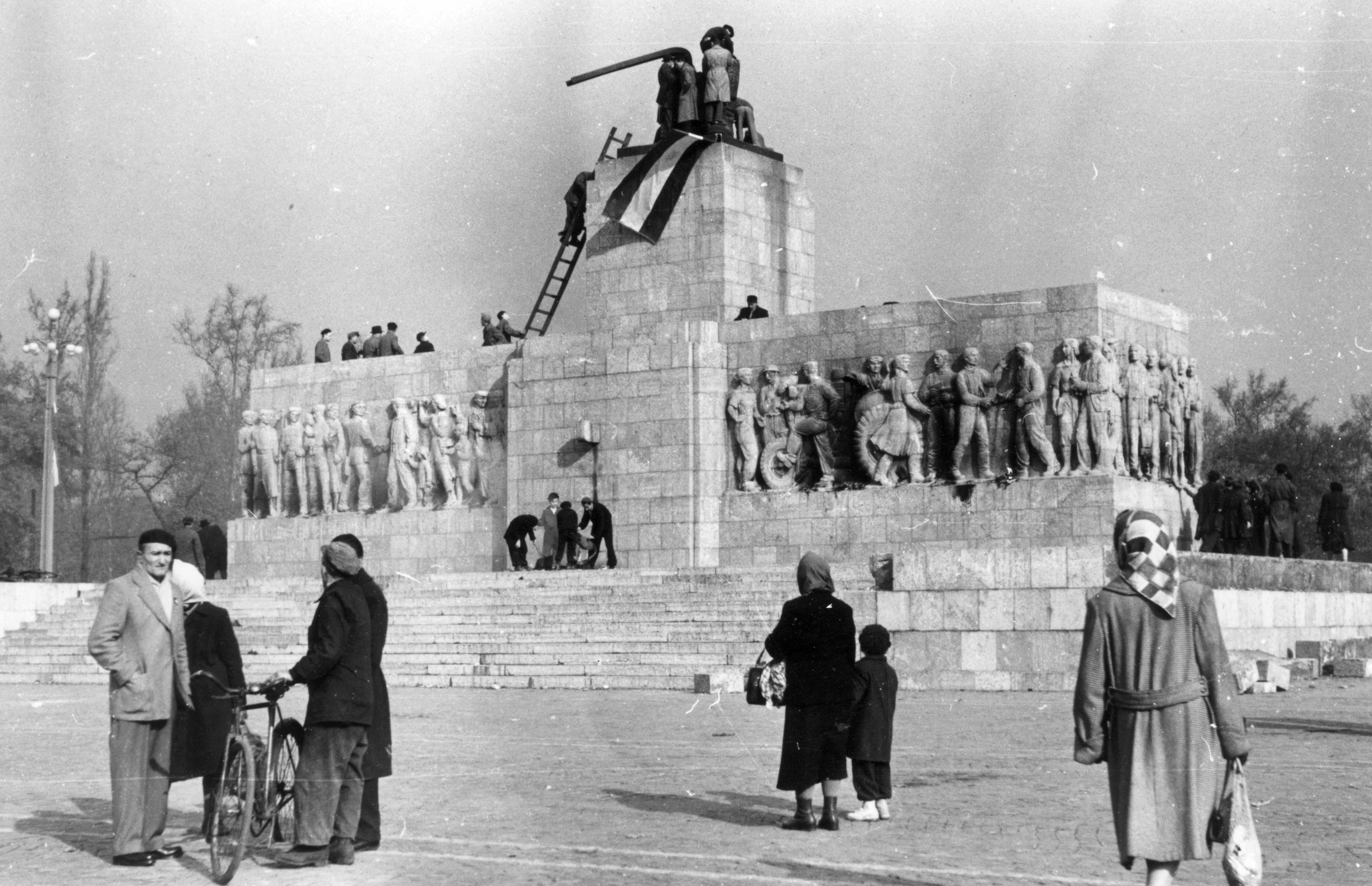
Những gì còn lại của tượng đài sau khi bị phá hủy vào năm 1956.

## Hiện tại

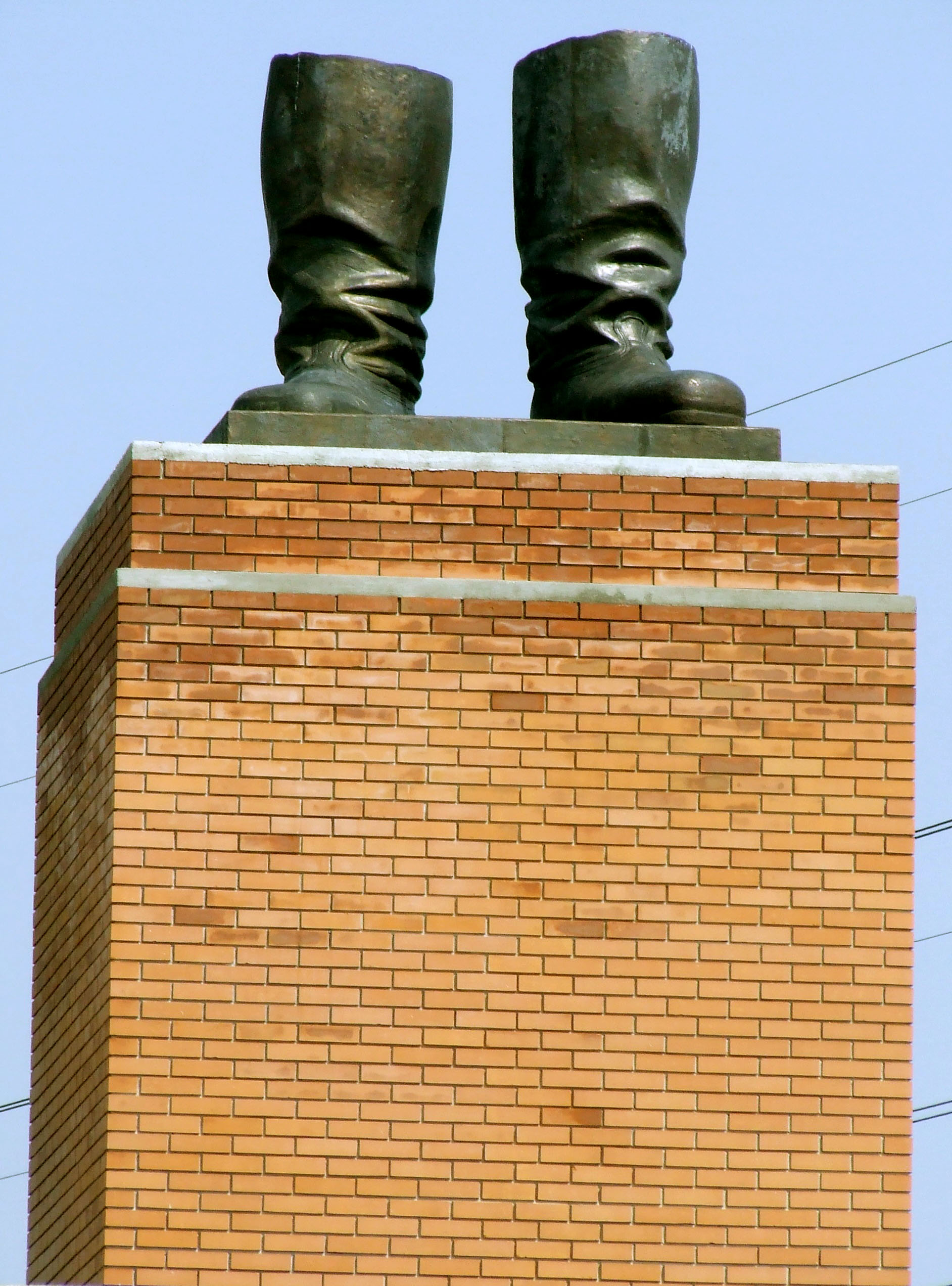
"Những chiếc ủng của Stalin", Công viên Memento, Szoborpark.